# تقنية أم أو أس 6509
تقنية أم أو أس 6509، هي نسخة مطورة من المعالج المشهور 6502، وقادرة على معالجة 1ميجابايت من ذاكرة الوصول العشوائية من خلال تبديل الضغط (bank switching). في حين أن العديد من المعالجات المستندة على 6502 تستطيع القيما بالتبديل، لكنهم قامو بذلك بطرقة منطقية منفصلة.دمج 6509 هذا المنطق في دارة متكاملة.
كان لـ 6509 سمعة بسبب صعوبة برمجتة، بسبب تخطيط تبديل الضغط. و أستخدمت في خط أنتاج حاسبات ill-fated كوموندور CBM-II.

## وصلات خارجية
- ورقة البيانات لأم أو أس 6509 (بصيغة GIF, مضغوطة)